# Crematogaster rudis
Crematogaster rudis är en myrart som beskrevs av Carlo Emery 1894. Crematogaster rudis ingår i släktet Crematogaster och familjen myror. Inga underarter finns listade i Catalogue of Life.